# Гопленд (Каліфорнія)
Гопленд (англ. Hopland) — переписна місцевість (CDP) в США, в окрузі Мендосіно штату Каліфорнія. Населення — 661 особа (2020).

## Географія
Гопленд розташований за координатами 38°58′8″ пн. ш. 123°7′1″ зх. д. / 38.96889° пн. ш. 123.11694° зх. д. (38.968830, -123.116899).  За даними Бюро перепису населення США в 2010 році переписна місцевість мала площу 9,25 км², з яких 9,13 км² — суходіл та 0,12 км² — водойми.

## Демографія
Згідно з переписом 2010 року, у переписній місцевості мешкало 756 осіб у 263 домогосподарствах у складі 183 родин. Густота населення становила 82 особи/км².  Було 287 помешкань (31/км²).
Расовий склад населення:
| - 68,9 % — білих - 5,0 % — корінних американців - 1,3 % — азіатів - 0,5 % — чорних або афроамериканців - 18,8 % — осіб інших рас |

До двох чи більше рас належало 5,4 %. Частка іспаномовних становила 34,8 % від усіх жителів.
За віковим діапазоном населення розподілялося таким чином: 25,8 % — особи молодші 18 років, 66,7 % — особи у віці 18—64 років, 7,5 % — особи у віці 65 років та старші. Медіана віку мешканця становила 34,6 року. На 100 осіб жіночої статі у переписній місцевості припадало 124,3 чоловіків;  на 100 жінок у віці від 18 років та старших — 122,6 чоловіків також старших 18 років.
Середній дохід на одне домашнє господарство  становив 51 386 доларів США (медіана — 40 227), а середній дохід на одну сім'ю — 66 340 доларів (медіана — 61 250). За межею бідності перебувало 20,6 % осіб, у тому числі 25,2 % дітей у віці до 18 років та 6,8 % осіб у віці 65 років та старших.
Цивільне працевлаштоване населення становило 366 осіб. Основні галузі зайнятості: роздрібна торгівля — 23,2 %, виробництво — 12,3 %, будівництво — 11,2 %, освіта, охорона здоров'я та соціальна допомога — 10,1 %.